# Polypedilum australotropicus
Polypedilum australotropicus är en tvåvingeart som beskrevs av Peter Scott Cranston 2000. Polypedilum australotropicus ingår i släktet Polypedilum och familjen fjädermyggor. Inga underarter finns listade i Catalogue of Life.